# SlavaNap
SlavaNap war ein Closed-Source Klon des Filesharingprogramms Napster und ermöglichte, als Serverapplikation für das Betriebssystem Windows mit einer graphischen Oberfläche, den Austausch von Dateien zwischen verschiedenen Benutzern im Internet.
Er besaß im Grunde dieselbe Funktionalität wie OpenNap (Chaträume, verschiedene Benutzerlevel, verschiedene Dateitypen konnten getauscht werden etc.), wurde allerdings in Delphi 4 programmiert. Jedoch war es aufgrund der graphischen Oberfläche für viele Anwender einfacher, den Server ohne Client-Software (wie z. B. TekNap) zu administrieren. Auch wurde in SlavaNap gleich ein SuperUser (interne Bezeichnung: Console) eingebaut, der über alle Administrationsrechte verfügte. Mit diesem Superuser konnte aber nur der Server administriert, aber keine Dateien getauscht werden. Zur Administration konnte somit auf eine Drittsoftware verzichtet werden – es sei denn, man wollte gleichzeitig selbst Dateien austauschen.
Zunächst war SlavaNap nur Windows-Betriebssystemen vorbehalten, doch ab Version 3.0.0 war SlavaNap auch für Linux verfügbar. Für Windows existierte neben einer GUI-basierten Version auch eine ressourcenschonendere Daemon-Version ohne graphische Oberfläche.
Der Quellcode von SlavaNap war bis einschließlich Version 2.4.1 öffentlich einsehbar. Aufgrund seines einfachen Konzepts und seiner Beliebtheit, wurde es auch in verschiedene Sprachen übersetzt. Eine Liste von aktiven Servern konnte lange Zeit bei Napigator abgerufen werden. Seit Ende April 2004 existiert dieser Service nicht mehr. Daraufhin entstanden mit naplist.com (online bis 2005) und gotnap.com (online bis 2018) zwei weitere Serverlist-Dienste, die mittlerweile auch nicht mehr betrieben werden.

## Geschichte
Ins Leben gerufen wurde SlavaNap Mitte 2001 von einem estländischen Entwickler mit dem Pseudonym "CyberAlien". Er hat aber, ähnlich wie der Entwickler "drscholl" mit OpenNap, Probleme mit Musikverbänden bekommen, die solche Software zur Musikverbreitung natürlich eindämmen wollten. Zunächst meldete sich der französischen Musikverband "SCPP" und anschließend sein örtlicher (estländischer) Musikverband bei ihm. Wie er in einem kürzlichen Interview verriet, wollte er rechtlichen Auseinandersetzungen aus dem Weg gehen und hat das Projekt deshalb abgetreten.

## Netzwerktopologie, Dateiaustausch, Protokoll
Das Protokoll ist im Prinzip dem von OpenNap ähnlich, jedoch sind sie zueinander nicht kompatibel, d. h. ein OpenNap-Server kann sich nicht mit einem SlavaNap-Server verbinden, so wie es unter gleichen Serverprogrammen (also SlavaNap↔SlavaNap, OpenNap↔OpenNap) möglich wäre.